# Ermita de Sant Salvador (el Vendrell)
Sant Salvador del Vendrell és una ermita del Vendrell del segle xi considerada una de les construccions més antigues del terme. Fou la primitiva església i parròquia del municipi fins als inicis del segle xiv, quan el bisbe Ponç de Gualba traslladà la parròquia a la vila del Vendrell a causa dels freqüents atacs dels pirates. Tanmateix, l'aspecte actual és fruit de nombroses reformes realitzades al llarg del temps, desdibuixant totalment l'estil romànic original (documentada des del segle xi).
L'ermita està situada al barri marítim de Sant Salvador, molt a prop del mar. És una petita construcció de tradició romànica de planta rectangular i una sola nau i coberta amb una volta de canó sobre un arc toral lleugerament apuntat. Per fora està emblanquinada i a la façana principal només hi ha 'obre una porta d'arc escarser i una espitllera. Al capdamunt de la façana hi ha una petita espadanya. L'actual portal i l'espadanya són d'inicis del segle xx.